# Atentatul asupra sediului Siguranței din Bolgrad din 1921
Pe data de 13 decembrie a anului 1921, o bombă a fost detonată în Palatul Siguranței din Bolgrad, aflat pe atunci în Regatul României (azi în Ucraina). În urma atentatului au murit 100 de soldați și ofițeri de poliție. Suspecții arestați au fost niște separatiști basarabeni pro-ruși.
Acesta a fost unul dintre cele mai mortale atacuri teroriste din Europa.